# Unomattina in famiglia
Unomattina in famiglia è un programma televisivo italiano, spin off di Unomattina, in onda su Rai 2 dal 1989 al 2010 e su Rai 1 dal 2010, attualmente condotto da Beppe Convertini, Ingrid Muccitelli e Monica Setta.
Il programma ha assunto nel corso degli anni numerosi titoli: nel 1989 inizia con il titolo Mattina 2, dal 1993 al 2011 ha assunto la denominazione Mattina in Famiglia (a differenza della stagione 2003-2004, che riprende il vecchio titolo In famiglia - Mattina 2), mentre è diventato Unomattina in Famiglia una stagione dopo il passaggio da Rai 2 a Rai 1.
Il programma va in onda dallo storico Studio 1 di Via Teulada di Roma, condiviso con I fatti vostri. Attualmente va in onda il sabato dalle 8:30 alle 10:30 e la domenica dalle 6:30 alle 9:30.

## Storia del programma
Il programma, ideato da Michele Guardì e in onda al mattino del sabato e della domenica, prende il via il 9 dicembre 1989 inizialmente con il titolo di Mattina 2, ideale prosieguo del contenitore Unomattina in onda dal lunedì al venerdì su Rai 1. Mattina 2, condotta da Alberto Castagna dal 1989 al 1992 dapprima con Sofia Spada e poi con Isabel Russinova dal 1990 al 1992, in seguito sostituiti da Alessandro Cecchi Paone e Paola Perego, si presenta come un contenitore ricco di rubriche per tutta la famiglia. In queste prime edizioni, tuttavia, il programma riscuote uno scarso livello di gradimento da parte del pubblico.
Il 25 settembre 1993 la trasmissione cambia titolo in Mattina in famiglia. La trasmissione mattutina condotta dai riconfermati Alessandro Cecchi Paone e Paola Perego, con all'interno alcune brevi edizioni del TG2, rimane invariata, continuando ad offrire numerose rubriche dedicate alla natura, cucina, sport, televisione, moda, lingua italiana, scienza e religione e alla consulenza psicologica curata da Ottavio Rosati. Con l'arrivo di Massimo Giletti nel 1994, affiancato da Paola Perego nelle due stagioni televisive 1994/95 e 1995/96. il programma diventa un vero e proprio family game-show, con giochi, interviste a personaggi famosi e spazi dedicati alle previsioni del tempo. Vengono inoltre introdotti alcuni giochi telefonici per il pubblico da casa, come Il gioco del topo, presente per numerose stagioni dal 1994/95 al 2002/03. In queste due stagioni televisive 1994/95 e 1995/96 il programma riesce finalmente ad ottenere un notevole consenso da parte del pubblico.
Dopo l'abbandono di Giletti nel 1996 il testimone viene preso da Tiberio Timperi, conduttore del programma fino al 2023 (fatta eccezione per le stagioni 2004/2005 e 2018/2019), e arrivano alcune varianti nella scaletta; tuttavia il programma non ottiene il successo sperato, soprattutto rispetto al grande seguito ottenuto dalle due edizioni precedenti, e questo fa sì che il programma torni alla formula precedente. Ad affiancare Timperi nel corso degli anni si alternano diverse conduttrici (Barbara D'Urso, Simonetta Martone, Roberta Capua, Livia Azzariti, Adriana Volpe, Miriam Leone, Francesca Fialdini, Ingrid Muccitelli, Monica Setta) e il co-conduttore Marcello Cirillo. Nell'autunno del 2010 il CdA della RAI ha deciso di produrre un solo programma in onda nelle mattine del weekend per risparmiare sui costi dell’azienda e ha optato per promuovere questa trasmissione su Rai 1 in sostituzione di Uno Mattina Weekend, facendole mantenere il titolo di Mattina in famiglia per poi denominarla soltanto a partire dalla stagione successiva (2011-2012) come Unomattina in famiglia.
Sabato 26 novembre 2011 durante la diretta con i vigili del fuoco di Barcellona Pozzo di Gotto, a causa dell'alluvione di Messina, fanno una gaffe annunciando il recupero di un disperso (quando in realtà muore) e la conduttrice Miriam Leone chiede ai vigili "Come sta?" (domanda riferita al disperso) in quanto lei crede che il disperso può essere ancora vivo.
Nell'autunno 2018 Timperi viene sostituito da Luca Rosini, affiancato dalla confermata Ingrid Muccitelli. Dopo due edizioni, dalla 33ª edizione, torna la Muccitelli.

## Sigla
Dal 7 gennaio 2012 la sigla di Unomattina in famiglia è Another Sunrise dei Planet Funk. Tuttavia dalle edizioni successive la sigla del programma  torna ad essere quella storica prima in versione riarrangiata poi nella versione originale. Nelle edizioni 2021-2022 e 2022-2023 la sigla prima e dopo le pause pubblicitarie e le edizioni del TG1 era un jingle basato sul brano Ma stasera di Marco Mengoni. Dalla stagione 2023-2024 la sigla di apertura è una versione strumentale di Forever Young degli Alphaville.

## Edizioni
| Edizione | Titolo                  | Periodo           | Periodo          | Conduttori              | Conduttori         | Conduttori        | Rete  |
| Edizione | Titolo                  | Inizio            | Fine             | Conduttori              | Conduttori         | Conduttori        | Rete  |
| -------- | ----------------------- | ----------------- | ---------------- | ----------------------- | ------------------ | ----------------- | ----- |
| 1ª       | Mattina 2               | 9 dicembre 1989   | 24 giugno 1990   | Alberto Castagna        | Sofia Spada        | –                 | Rai 2 |
| 2ª       | Mattina 2               | 6 ottobre 1990    | 30 giugno 1991   | Alberto Castagna        | Isabel Russinova   | –                 | Rai 2 |
| 3ª       | Mattina 2               | 5 ottobre 1991    | 16 febbraio 1992 | Alberto Castagna        | Isabel Russinova   | –                 | Rai 2 |
| 3ª       | Mattina 2               | 22 febbraio 1992  | 28 giugno 1992   | Alessandro Cecchi Paone | Isabel Russinova   | –                 | Rai 2 |
| 4ª       | Mattina 2               | 3 ottobre 1992    | 27 giugno 1993   | Alessandro Cecchi Paone | Paola Perego       | –                 | Rai 2 |
| 5ª       | Mattina in famiglia     | 2 ottobre 1993    | 29 maggio 1994   | Alessandro Cecchi Paone | Paola Perego       | –                 | Rai 2 |
| 6ª       | Mattina in famiglia     | 1º ottobre 1994   | 4 giugno 1995    | Massimo Giletti         | Paola Perego       | –                 | Rai 2 |
| 7ª       | Mattina in famiglia     | 30 settembre 1995 | 26 maggio 1996   | Massimo Giletti         | Paola Perego       | –                 | Rai 2 |
| 8ª       | Mattina in famiglia     | 28 settembre 1996 | 25 maggio 1997   | Tiberio Timperi         | Barbara D'Urso     | –                 | Rai 2 |
| 9ª       | Mattina in famiglia     | 27 settembre 1997 | 31 maggio 1998   | Tiberio Timperi         | Simonetta Martone  | –                 | Rai 2 |
| 10ª      | Mattina in famiglia     | 3 ottobre 1998    | 30 maggio 1999   | Tiberio Timperi         | Roberta Capua      | –                 | Rai 2 |
| 11ª      | Mattina in famiglia     | 2 ottobre 1999    | 28 maggio 2000   | Tiberio Timperi         | Roberta Capua      | –                 | Rai 2 |
| 12ª      | Mattina in famiglia     | 30 settembre 2000 | 27 maggio 2001   | Tiberio Timperi         | Roberta Capua      | –                 | Rai 2 |
| 13ª      | Mattina in famiglia     | 29 settembre 2001 | 26 maggio 2002   | Tiberio Timperi         | Roberta Capua      | –                 | Rai 2 |
| 14ª      | Mattina in famiglia     | 28 settembre 2002 | 1º giugno 2003   | Tiberio Timperi         | Adriana Volpe      | –                 | Rai 2 |
| 15ª      | In famiglia - Mattina 2 | 27 settembre 2003 | 30 maggio 2004   | Tiberio Timperi         | Adriana Volpe      | –                 | Rai 2 |
| 16ª      | Mattina in famiglia     | 18 settembre 2004 | 29 maggio 2005   | Dario Laruffa           | Adriana Volpe      | Livia Azzariti    | Rai 2 |
| 17ª      | Mattina in famiglia     | 10 settembre 2005 | 4 giugno 2006    | Tiberio Timperi         | Adriana Volpe      | Livia Azzariti    | Rai 2 |
| 18ª      | Mattina in famiglia     | 16 settembre 2006 | 3 giugno 2007    | Tiberio Timperi         | Adriana Volpe      | –                 | Rai 2 |
| 19ª      | Mattina in famiglia     | 15 settembre 2007 | 1º giugno 2008   | Tiberio Timperi         | Adriana Volpe      | –                 | Rai 2 |
| 20ª      | Mattina in famiglia     | 13 settembre 2008 | 7 giugno 2009    | Tiberio Timperi         | Adriana Volpe      | –                 | Rai 2 |
| 21ª      | Mattina in famiglia     | 26 settembre 2009 | 6 giugno 2010    | Tiberio Timperi         | Miriam Leone       | –                 | Rai 2 |
| 22ª      | Mattina in famiglia     | 18 settembre 2010 | 29 maggio 2011   | Tiberio Timperi         | Miriam Leone       | –                 | Rai 1 |
| 23ª      | Unomattina in famiglia  | 24 settembre 2011 | 3 giugno 2012    | Tiberio Timperi         | Miriam Leone       | –                 | Rai 1 |
| 24ª      | Unomattina in famiglia  | 15 settembre 2012 | 2 giugno 2013    | Tiberio Timperi         | Miriam Leone       | –                 | Rai 1 |
| 25ª      | Unomattina in famiglia  | 5 ottobre 2013    | 1º giugno 2014   | Tiberio Timperi         | Francesca Fialdini | –                 | Rai 1 |
| 26ª      | Unomattina in famiglia  | 11 ottobre 2014   | 31 maggio 2015   | Tiberio Timperi         | Ingrid Muccitelli  | –                 | Rai 1 |
| 27ª      | Unomattina in famiglia  | 26 settembre 2015 | 29 maggio 2016   | Tiberio Timperi         | Ingrid Muccitelli  | –                 | Rai 1 |
| 28ª      | Unomattina in famiglia  | 24 settembre 2016 | 11 giugno 2017   | Tiberio Timperi         | Ingrid Muccitelli  | –                 | Rai 1 |
| 29ª      | Unomattina in famiglia  | 16 settembre 2017 | 3 giugno 2018    | Tiberio Timperi         | Ingrid Muccitelli  | –                 | Rai 1 |
| 30ª      | Unomattina in famiglia  | 15 settembre 2018 | 16 giugno 2019   | Luca Rosini             | Ingrid Muccitelli  | –                 | Rai 1 |
| 31ª      | Unomattina in famiglia  | 14 settembre 2019 | 28 giugno 2020   | Tiberio Timperi         | Monica Setta       | –                 | Rai 1 |
| 32ª      | Unomattina in famiglia  | 12 settembre 2020 | 27 giugno 2021   | Tiberio Timperi         | Monica Setta       | –                 | Rai 1 |
| 33ª      | Unomattina in famiglia  | 18 settembre 2021 | 5 giugno 2022    | Tiberio Timperi         | Monica Setta       | Ingrid Muccitelli | Rai 1 |
| 34ª      | Unomattina in famiglia  | 17 settembre 2022 | 18 giugno 2023   | Tiberio Timperi         | Monica Setta       | Ingrid Muccitelli | Rai 1 |
| 35ª      | Unomattina in famiglia  | 16 settembre 2023 | 2 giugno 2024    | Beppe Convertini        | Monica Setta       | Ingrid Muccitelli | Rai 1 |
| 36ª      | Unomattina in famiglia  | 14 settembre 2024 | 1º giugno 2025   | Beppe Convertini        | Monica Setta       | Ingrid Muccitelli | Rai 1 |

## Le rubriche del programma
La formula che caratterizza il programma Unomattina in famiglia è quella di affrontare rubriche e temi d'informazione, di spettacolo e di attualità tramite l'intrattenimento: la trasmissione è suddivisa in diverse rubriche, tra di esse ci sono delle brevi edizioni del TG1 (fino al 2010 andavano in onda le edizioni del TG2) tra gli spazi storici della trasmissione, si ricordano le previsioni del tempo, curate in precedenza dal colonnello Edmondo Bernacca dal 1989 al 1993, in seguito sostituito dal colonnello Francesco Laurenzi a partire dal 1993 che continua ancora oggi con gli spazi dedicati alle previsioni del tempo, l'angolo del giardinaggio curato da Luca Sardella dapprima dal 1990 al 1993 e poi in seguito dal 2003 al 2010, lo spazio della critica televisiva affidato a Claudia Vinciguerra dal 1989 al 2010 e quello della scienza realizzato con la collaborazione del professor Antonino Zichichi dal 1989 al 2009.

## Audience
| Edizione | Rete Televisiva | Anno      | Programmazione | Programmazione | Programmazione | Programmazione | Programmazione | Programmazione | Programmazione | Telespettatori | Share |
| Edizione | Rete Televisiva | Anno      | L              | M              | M              | G              | V              | S              | D              | Telespettatori | Share |
| -------- | --------------- | --------- | -------------- | -------------- | -------------- | -------------- | -------------- | -------------- | -------------- | -------------- | ----- |
| 22ª      | Rai 1           | 2010-2011 |                |                |                |                |                |                |                | –              | –     |
| 23ª      | Rai 1           | 2011-2012 | 1 442 000      | 27,93%         |                |                |                |                |                |                |       |
| 24ª      | Rai 1           | 2012-2013 | 1 469 000      | 27,64%         |                |                |                |                |                |                |       |
| 25ª      | Rai 1           | 2013-2014 | –              | –              |                |                |                |                |                |                |       |
| 26ª      | Rai 1           | 2014-2015 | –              | –              |                |                |                |                |                |                |       |
| 27ª      | Rai 1           | 2015-2016 | –              | –              |                |                |                |                |                |                |       |
| 28ª      | Rai 1           | 2016-2017 | –              | –              |                |                |                |                |                |                |       |
| 29ª      | Rai 1           | 2017-2018 | –              | –              |                |                |                |                |                |                |       |
| 30ª      | Rai 1           | 2018-2019 | –              | –              |                |                |                |                |                |                |       |
| 31ª      | Rai 1           | 2019-2020 | 1 418 000      | 21,27%         |                |                |                |                |                |                |       |
| 32ª      | Rai 1           | 2020-2021 | –              | –              |                |                |                |                |                |                |       |
| 33ª      | Rai 1           | 2021-2022 | –              | –              |                |                |                |                |                |                |       |
| 34ª      | Rai 1           | 2022-2023 | –              | –              |                |                |                |                |                |                |       |
| 35ª      | Rai 1           | 2023-2024 | –              | –              |                |                |                |                |                |                |       |
| 36ª      | Rai 1           | 2024-2025 | –              | –              |                |                |                |                |                |                |       |

## Spin-off

### Mezzogiorno in famiglia
Mezzogiorno in famiglia è stato un programma televisivo italiano ideato e diretto da Michele Guardì, andato in onda dal 1993 al 2019 su Rai 2. Esso nasce come proseguimento di Unomattina in Famiglia nel mezzogiorno di Rai 2. Anch’esso ha avuto uno spin-off, che andava in onda dopo il TG2 delle 13, Pomeriggio in Famiglia, andato in onda nella stagione 1993-1994 con la conduzione di Alessandro Cecchi Paone e di Paola Perego.

### Pomeriggio in famiglia
Il programma, presente nella sola stagione 1993-1994, andava in onda dagli Studi Dear di Roma nel primo pomeriggio (dopo il TG2 delle 13:00). Era condotto da Alessandro Cecchi Paone e Paola Perego con la partecipazione di Marisa Laurito, i quali erano anche i conduttori del blocco mattutino. All'interno del programma si sfidavano i due nuclei familiari che avevano vinto la puntata del sabato e della domenica di Mezzogiorno in Famiglia

### San Valentino in famiglia
Il 13 febbraio 2003 va in onda lo speciale di prima serata San Valentino In Famiglia, nel quale Paolo Fox, in compagnia del cast del programma e di numerosi ospiti, svela le previsioni astrali per tutto l'anno in corso con un occhio particolare all'amore.

### Oroscopo in famiglia
Nel dicembre del 2003, 2004 e 2008 viene realizzata in prima serata la serata Oroscopo in famiglia, nella quale Paolo Fox, in compagnia del cast del programma e di numerosi ospiti, svela le previsioni astrali del nuovo anno.

### Sabato in
Sabato in è stato un programma televisivo, spin-off di Unomattina in Famiglia, andato in onda nella stagione 2015-2016 con la conduzione di Tiberio Timperi e di Ingrid Muccitelli.

## Puntate speciali
- Il 25 dicembre del 1996 nella fascia pomeridiana di Rai 2 va in onda lo speciale I fatti vostri Buon Natale in famiglia, in cui il cast del programma, insieme agli allora conduttori de I fatti vostri (altro programma ideato da Guardì), tengono compagnia al pubblico con giochi e storie.